# 学校法人角川ドワンゴ学園

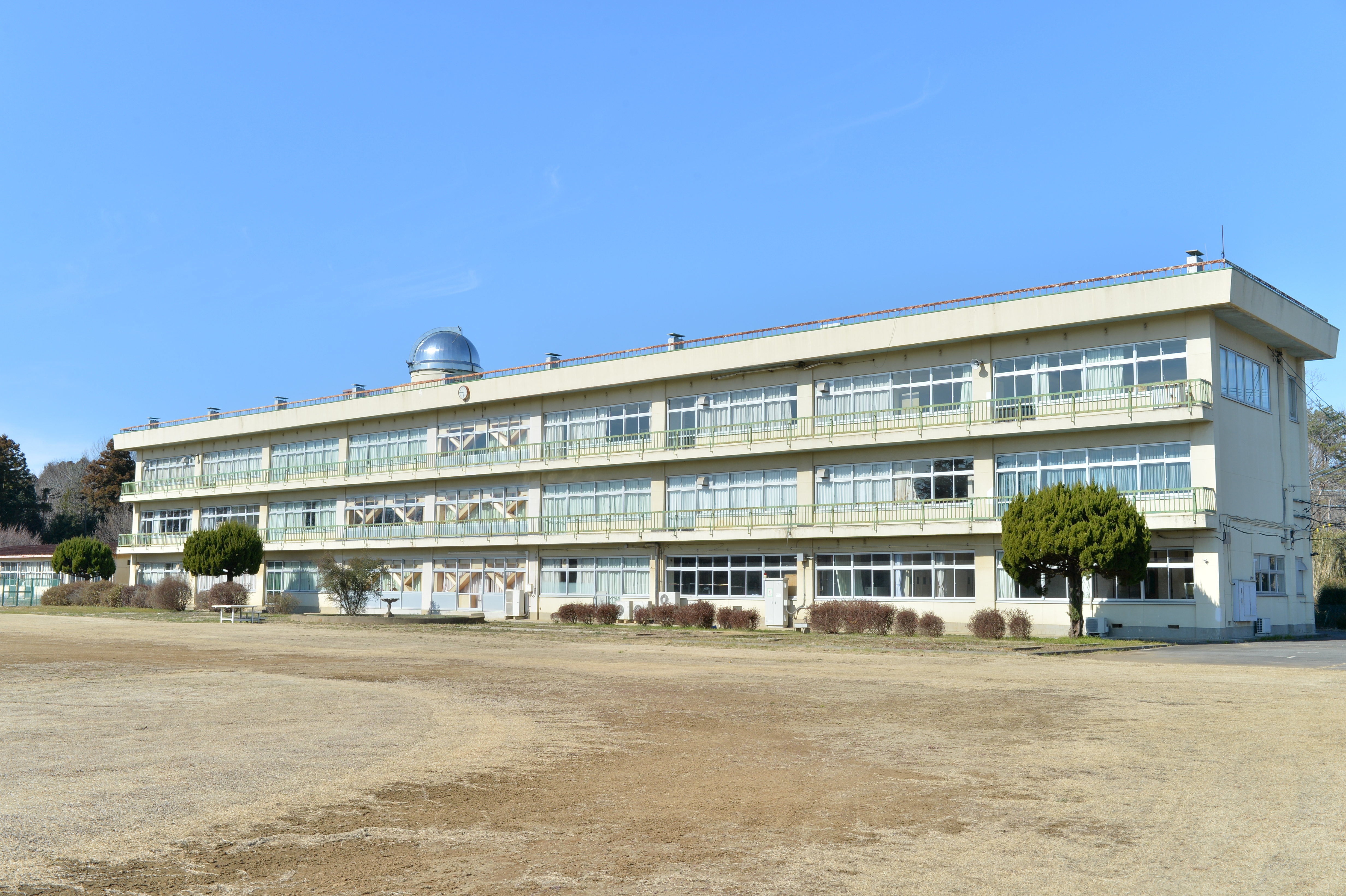
S高等学校

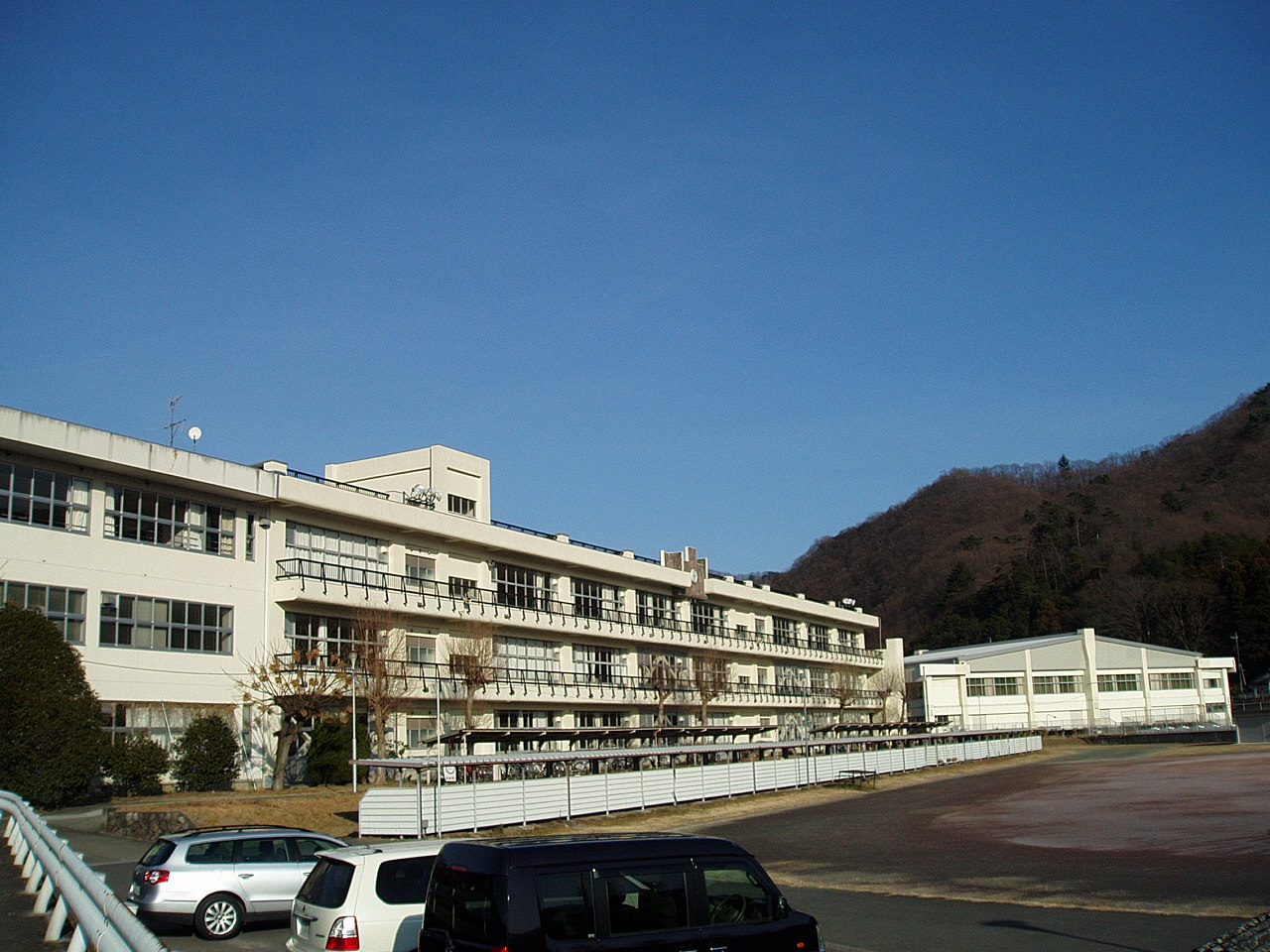
R高等学校

学校法人角川ドワンゴ学園（がっこうほうじんかどかわドワンゴがくえん、英語: KADOKAWA DWANGO Educational Institute）は、日本の学校法人。N高等学校、S高等学校、R高等学校の設置者である。

## 概要
N高等学校を設置・運営するために発足した学校法人である。沖縄県うるま市に本部を設置している。のちにS高等学校、R高等学校も設置・運営するようになった。また、学習塾であるN塾、プログラミング教室であるN Code Labo、プログレッシブスクールであるN中等部なども手掛けている。

## 沿革
- 2016年（平成28年）
  - 4月1日 - 学校法人角川ドワンゴ学園を設立[2]。沖縄県知事より設置認可を受け「N高等学校」を沖縄県うるま市に開校（初年度生徒数1482名）[6]。
  - 4月6日 - N高等学校の第一回入学式を沖縄伊計本校（沖縄県うるま市）とニコファーレ（東京都六本木）にて実施[7][8]
- 2018年（平成30年）8月 - 学校法人麻生塾と業務提携しIT・ゲーム・CG分野に特化した専門教育を行う「ASO高等部」を設立（2019年4月開校）[9]。
- 2019年（平成31年）4月 - 小中学生向けプログラミングスクールの「Nepps（現：N Code Labo）」を代々木、大宮、横浜に開校[10]。株式会社EXPGと業務提携し「EXPG高等学院」を設立（2020年4月開校）[11]。
- 2020年（令和2年）
  - 2月 - 小中学生向けプログラミングスクール「Nepps」の対象学年を拡大し小中高学生向けプログラミングスクール「N Code Labo」に名称変更[12]。
  - 4月 - N Code Laboを代々木、秋葉原、横浜に開校。
  - 11月 - ワタナベエンターテインメントと業務提携し「ワタナベNオンラインハイスクール」を設立（2021年4月開校、2023年度入学生より募集中止）[13]。
- 2021年（令和3年）
  - 3月 - 学術研究を志す中高生をサポートするコミュニティー「研究部」を設立[14]
  - 4月 - 茨城県知事より設置認可を受け「S高等学校」を茨城県つくば市に開校[15]
- 2022年（令和4年）
  - 6月 - 個別指導学習塾（学園内予備校） 「N塾」を開始[16]。
  - 8月 - 寄付募集を開始[17]。
- 2025年（令和7年）4月 - 群馬県知事より設置認可を受け「R高等学校」を群馬県桐生市に開校[18]

## 運営事業

### 高等学校
- N高等学校
- S高等学校
- R高等学校

### プログレッシブスクール
- N中等部

### プログラミング教室
- N Code Labo

## 提携スクール
- バンタン高等部
- ASO高等部
- EXPG高等学院

## 理事長一覧
| 角川ドワンゴ学園 理事長 | 角川ドワンゴ学園 理事長 | 角川ドワンゴ学園 理事長 | 角川ドワンゴ学園 理事長 | 角川ドワンゴ学園 理事長 | 角川ドワンゴ学園 理事長 |
| 代                      | 氏名                    | 氏名                    | 就任日                  | 退任日                  | 主要な経歴              |
| ----------------------- | ----------------------- | ----------------------- | ----------------------- | ----------------------- | ----------------------- |
| 1                       |                         | 佐藤辰男                | 2016年                  | 2018年                  | KADOKAWA・DWANGO社長    |
| 2                       |                         | 山中伸一                | 2018年                  | （現職）                | 文部科学省事務次官      |

## 在籍した人物
学校法人としての角川ドワンゴ学園に在籍した人物を現職・元職問わず五十音順に記載した。括弧内は在籍当時の代表的な役職、ハイフン以降はその他の代表的な役職を示す。
- 上野千鶴子（アドバイザリー・ボードメンバー[19]） - 東京大学大学院人文社会系研究科教授[19]
- 宇野常寛（アドバイザリー・ボードメンバー[20]） - 『PLANETS』編集長[20]
- 角川歴彦（理事[21]） - 角川書店社長
- 川上量生（理事[5][22]） - カドカワ社長[5]
- 斎藤環（アドバイザリー・ボードメンバー[23]） - 筑波大学医学医療系教授[23]
- 佐藤辰男（理事長[24][21]） - KADOKAWA・DWANGO社長
- 志倉千代丸（理事[21]） - MAGES.社長
- 鈴木寛（Chief Educational Advisor[25]） - 文部科学副大臣[25]
- 鈴木敏夫（理事[21][26]） - スタジオジブリ社長
- 中室牧子（アドバイザリー・ボードメンバー[27]） - 慶應義塾大学総合政策学部教授[27]
- 夏野剛（理事[28]） - KADOKAWA社長[28]
- 古市憲寿（アドバイザリー・ボードメンバー[29]） - 社会学者[29]
- 山中伸一（理事長[24]） - 文部科学省事務次官[24]